# Tati Machado
Tatiana Machado (Rio de Janeiro, 8 de agosto de 1991) é uma jornalista e apresentadora brasileira.

## Biografia
Na infância, Tati Machado participou do programa Gente Inocente, na TV Globo. Chegou a fazer teatro profissional dos seis aos 14 anos de idade. Em 2014, formou-se em jornalismo pela Faculdades Integradas Hélio Alonso (FACHA). É casada com o cineasta e diretor de fotografia Bruno Monteiro. Filha de Valéria Gouvêa e Marco Sérgio, o pai da apresentadora morreu em julho de 2021 de aneurisma cerebral.

## Carreira
Em 2012, Tati Machado começou a carreira no jornalismo no SBT, no Rio de Janeiro. Ela estagiava como produtora dos jornais da emissora.
Entrou na Globo em 2013 como estagiária do Gshow. Em 2017, começou a apresentar boletins nas redes sociais do reality Big Brother Brasil. Também apresentou um programa sobre a temporada de 2017 da Malhação.
Na TV aberta, sua estreia foi no programa Se Joga, em 2019, quando comentava os bastidores das novelas e das celebridades.
Com o fim do programa apresentado por Fernanda Gentil, ela seguiu com participações em outros programas como o É de Casa e o Encontro com Fátima Bernardes.
Em março de 2023, ela começou a comentar o Giro BBB no Mais Você. No mesmo ano, ao lado de Valéria Almeida, passou a apresentar o Encontro durante as férias de Patrícia Poeta.
Tati repercutiu na internet ao dançar a canção "Tá OK", de Dennis DJ e Kevin O Chris. O vídeo viralizou nas redes sociais e lhe rendeu milhares de seguidores.
Em 8 de julho de 2024, ela e Diego Maia foram os vencedores da "Dança dos Famosos 2024", após os finalistas apresentarem coreografias ao ritmo do tango e do samba.

## Vida pessoal
É casada com o cineasta Bruno Monteiro. Fruto do casamento, anunciou primeira gravidez em 2024. Porém, após 33 semanas, perdeu o bebê. 

## Filmografia

### Televisão
| Ano           | Título                        | Função                   | Notas                        |
| ------------- | ----------------------------- | ------------------------ | ---------------------------- |
| 2019–21       | Se Joga                       | Colunista                | Quadro: "Se Joga no Gshow"   |
| 2020–22       | É de Casa                     | Colunista                | Quadro: "Gshow no É de Casa" |
| 2020–22       | Encontro com Fátima Bernardes | Colunista                |                              |
| 2022–presente | Encontro com Patrícia Poeta   | Colunista                |                              |
| 2023–presente | Mais Você                     | Colunista                |                              |
| 2023          | Amor Perfeito                 | Dione                    | Episódios: "29-30 de julho"  |
| 2023          | Batalha do Lip Sync           | Participante (1º lugar)  | Temporada 2                  |
| 2024          | The Masked Singer Brasil      | Participante (6º lugar)  | Temporada 4                  |
| 2024          | Dança dos Famosos             | Participante (Vencedora) | Temporada 21                 |
| 2024          | No Rancho Fundo               | Tatiana (Tati)           | Episódio: "20 de junho"      |
| 2024–presente | Saia Justa                    | Apresentadora            |                              |
| 2024          | Teleton                       | Apresentadora            |                              |
| 2024–presente | Show da Virada                | Apresentadora            |                              |
| 2025–presente | Vídeo Show                    | Repórter                 |                              |

### Internet
| Ano     | Título | Função        |
| ------- | ------ | ------------- |
| 2017–18 | Gshow  | Apresentadora |

## Prêmios e indicações
| Ano  | Prêmio                  | Categoria       | Trabalho      | Resultado |
| ---- | ----------------------- | --------------- | ------------- | --------- |
| 2023 | Prêmio Jovem Brasileiro | Revelação de TV | Apresentadora | Venceu    |